# 주식

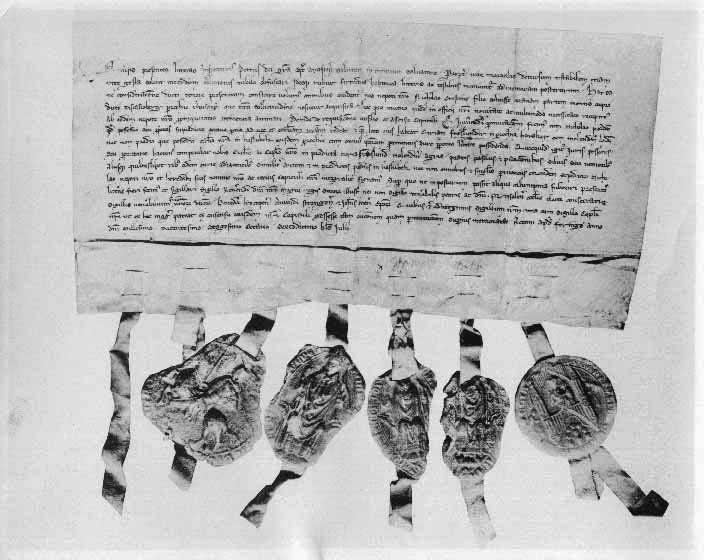
1288년 발행된 스토라 코파르베르크(현재 스토라 엔소)의 1/8주 주식.

주식(株式, 영어: share, stock)이란 기본적으로 주식회사의 자본을 구성하는 단위이며, 사원인 주주가 주식회사에 출자한 일정한 지분 또는 이를 나타내는 증권을 말한다. 주식회사의 지분인 주식과 인적 회사의 지분은 모두 사원의 지위를 의미한다는 점에서는 같으나, 주식은 지분이 균등한 비율적 단위로 세분화되고 1인이 복수의 지분을 갖는다는 점에서(지분복수주의) 유한회사의 지분과 같고, 각 사원이 1개의 지분을 갖고(지분단일주의) 다만 그 지분의 양이 각 사원의 출자액에 따라 다른 인적회사의 지분의 경우와 다르다. 논리적으로 볼 때 인적회사는 사원이 선행하고 이들의 출자액이 정해지고 그에 따라 지분이 정해지는 순으로 전개되나, 주식회사에서는 자본이 정해지고 특정인이 주식을 인수함으로써(출자) 사원이 되는 순서로 전개된다. 이 점이 주식회사에 있어 사원의 몰개성을 초래하고 물적회사로서의 특성을 갖게 만드는 요인이다.상품외장으로써 시황과 방식을 갖게 됨으로써 외장이라고 하기도 한다. 주식(독일어: Aktie, share, stock)이란 말은 어원적으로는 회사에 대한 사원의 청구권을 의미하지만, 오늘날 주식이라고 할 때에는 1. 자본의 구성부분(상법 제329조 제2항, 제464조 등), 2. 사원의 지위(사원권 또는 주주권, 상법 제335조 등)이라는 의미를 갖는다.
주식이라는 말이 때에 따라서는 "주주권을 부여하는 유가증권"을 의미하는 뜻으로도 사용되는 경우가 있으나, 상법은 이를 "주권(株券)"으로 명백히 구별하여 표현하고 있어(상법 제335조 2항, 제336조) 주권을 의미하는 뜻으로 주식이라는 용어를 사용하는 것은 잘못된 용어이거나 또는 통속적인 의미밖에 없다.

## 의의

### 자본의 구성 부분
주식회사의 자본은 균등한 비례적 단위인 주식으로 분할되므로(대한민국 상법 제329조 2항, 3항) 주식은 자본의 구성부분(독일어: Bruchteil des Grundkapitals)이다.
자본은 금액으로 표시되므로 그 단위인 주식도 금액으로 표시되는데, 이것을 ‘액면주식’(par value shares, 독일어: Nennwertaktien)이라고 하며, 대한민국 상법은 이러한 액면주식 외 무액면주식 또한 인정하고 있다 - (대한민국 상법 329조). 이에 반하여 미국, 일본, 캐나다 등에서는 액면가액이 표시되지 않고 자본에 대한 비율만을 표시하는 무액면주식(비례주식)(non par value shares, 독일어: Quotenaktien)을 인정하고 있다. 이러한 무액면주식을 인정하는 취지는 회사의 자기자본의 조달을 용이하게 하기 위한 제도로서, 액면주식의 명목가격(액면가)이 실제 시세를 반영하지 못하는데도 불구하고 이를 유지하는 것은 회사의 재정상태를 오인케 할 염려가 있고, 또 액면미달발행이 금지되어 있어 회사의 사업이 부진한 경우에 증자의 방법이 없어 회사 회생의 길이 막힌다는 점에 있다. 그러나 한편 무액면주식은 주식사기와 자본충실의 원칙을 위반하는 원인이 되기 쉽다.또한 대한민국은 신주발행의 경우에 한하여 액면미달발행(대한민국 상법 제417조)을 채용하고 있을 뿐이다.
일주(一株)의 금액은 100원 이상으로서 균일하여야 한다.(대한민국 상법 제329조 3항 및 4항) 1998년 개정상법 이전에는 1주의 금액이 5,000원 이상이었으며(대한민국 상법 제329조 4항), 증권거래법상 주권상장법인 또는 협회등록법인의 주식의 경우 상법의 이러한 규정에 불구하고 1주의 금액을 100원 이상으로 할 수 있었다.(증권거래법 제192조의2 1항). 그런데 1998년 개정상법은 이러한 증권거래법상의 규정과 같이 1주의 금액을 100원 이상으로 할 수 있도록 대폭 인하하였는데, 이는 주식분할을 자유롭게 하고 또한 기업자금조달의 편의를 도모하기 위한 것이다(정부의 상법개정안 제안이유).
자본 또는 일주(一株)의 금액의 외화표시에 관하여는 이를 금지하는 규정이 없으므로 1주의 금액이 100원 이상에 해당되는 외화로 표시될 수 있다는 논리도 성립될 수 있으나, 환시세의 변동 등에 의한 위험부담의 문제가 있어 사실상 불가능하다.
주식회사의 자본은 주식으로 분할하여야 하고(대한민국 상법 제329조 2항), 원칙적으로 발행주식의 액면총액이 자본액으로 되며(대한민국 상법 제451조), 자본거래에서 이익은 자본준비금이 되므로 (상법 제459조 1호) 자본에 들어가지 않으므로, 자본은 액면총액과 일치하는 셈이 된다. 이와 같이 주식회사의 자본은 비율적 단위로 세분화되는데 이것을 주식이라 한다. 다시 말하면 주식회사의 자본은 이러한 출자단위의 집적에 의하여 형성된다. 이와 같이 사원의 지위를 일정한 비율적 단위로 세분화하고 있는 이유는 대자본의 형성을 위하여 주식회사에의 대중의 참여를 용이하게 하고 사원의 지위를 주권(株券)으로써 증권화하여 그 유통을 도모함으로써 자본투자한 회사와 주식으로 자본투자한 다수의 사원(주주)에 대한 법률관계(의결권의 행사, 이익배당, 참여재산의 분배 등)의 집단적 처리를 가능하게 하기 위한 것이라고 할 수 있다.
상법에 다른 규정(대한민국 상법 제343조 1항 단서, 제345호 1항)이 있는 경우에는 주식의 액면총액이 곧 자본이라는 등식은 성립하지 않는다. 상환주식의 상환(제345조)의 경우, 그만큼 주식의 수가 줄어드는 동시에 주식액면총액도 감소하지만 이 경우는 자본감소의 절차에 따르는 것이 아니므로 소각의 결과 자본이 감소하는 것은 아니고, 이로 인하여 소각되는 주식수만큼 자본의 계산의 기초가 되는 주식수와 현재의 주식수간에 불일치가 생기게 된다. 그러므로 이러한 경우에는 자본액과 주식액면총액이 일치하지 않게 된다. 주식의 이익소각(제343조 1항 단서)의 경우에도 마찬가지의 결과가 생긴다. 그러나 신주발생시에 할인발행을 하는 경우(대한민국 상법 제417조)에는 자본이 발행주식의 액면총액(대한민국 상법 제451조)이라는 개념에는 일치하나, 다만 자본과 이에 해당하는 회사의 재산이 불일치하는 점이 있을 뿐이다.

### 사원의 지위(사원권)
주식은 회사에 대한 사원의 지위 또는 자격을 의미한다. 이를 사원권(재산권적 성질의 권리 + 인격권적 내용의 의결권 + 회사지배권 등의 공익권)이라고 하는데, 사원권은 주식과 분리하여 양도·입질·담보·압류 등의 목적으로 할 수 없다. 그러므로 주식을 양도하면 사원권도 함께 양도하게 된다. 주주가 회사에 주식포기의사를 하고 이를 반환하면 그 지위를 상실한다.

## 주주권의 내용

### 소수주주권(小數株主權)
소수주주권(少數株主權)은 주식회사에 있어서 주주권의 일종으로 소수 주주에게 인정되는 권리이다. 다수결의 원리가 지배하는 주식회사에서 회사 또는 주주의 이익보호를 위하여 소수주주에게 인정한 특별한 권리를 말한다. 다수결의 남용은 이사의 권한남용으로 이어져 회사의 이익을 침해할 우려가 있으며, 주주총회의 권한축소로 인하여 생길 수 있는 주주권의 약화방지를 위하여 주주의 회사에 대한 감독권(이외에 주주총회결의의 취소의 소도 다수결 남용 시정)을 강화한 것이다. 대주주의 전횡을 막아서 회사의 이익을 보호하기 위한다는 것이 궁극적 목적이다.
소수주주권은 회사가 발행한 주식총수의 일정비율 이상의 주식을 가진 주주만이 행사할 수 있는 권리로서 일정한 요건과 구체적 사안에 따라 발행주식총수의 1/100, 3/100, 또는 10/100 이상의 주식수가 필요하다. 그러나 2009년 개정 상법은 상장회사에 대해서는 그 행사요건을 완화하였으며(상법 제542조의6) 정관으로 더욱 완화할 수도 있도록 하였다. (상법 제542조의6 제2항) 발행 주식 총수의 10분의 1 이상을 요건으로 하는 소수주주권으로는 회사의 해산청구권(상법 제520조 제1항)과 회사정리개시신청권(회사정리법 제30조 제2항) 등이 있다. 그리고 20분의 1 이상을 요건으로 하는 것에는 이사의 해임청구권(상법 제358조 제2항), 총회소집청구권(사법 제366조), 회계장부열람권(상법 제466조), 회사의 업무와 재산상태의 검사청구권(상법 제467조 제1항), 청산인의 해임청구권(상법 제539조 제2항), 이사의 위법 행위에 대한 유지청구권(상법 제402조), 대표소송(상법 제324조, 제403조, 제467조의2 제4항) 등이 있다. 1인 또는 수인의 보유주식수를 합산하여 법에서 정하는 일정의 주식수가 되어야 그 행사를 할 수 있다는 점에서 1주의 주주에게도 부여되는 단독주주권과 구별된다. 
모회사의 소수주주는 자회사의 회계장부 및 서류가 모회사에 보관되어있고 모회사의 회계감사에 필요하다면 자회사에 대한 회계장부열람이 가능할 수 있다.(판례)

## 분류
- 보통주와 우선주 - 대부분의 기업 주식은 보통주로 보통주식이라 한다. 반면 우선주는 이익배당, 잔여재산분배 등에 있어서 우선권을 가지는 주식으로 경영참가권에는 제한이 있다.
- 액면주와 무액면주 - 주권에 액면금액이 기재되어 있으면 액면주라 하고, 그렇지 않으면 무액면주라 한다. 액면주의 가액은 상법상 최소 100원으로 규정하고 있다.
- 기명주식과 무기명주식 - 주권과 주주명부에 주주의 성명이 기재되어 있으면 기명주식, 그렇지 않으면 무기명주라 한다. 이러한 구별은 회사에 대한 권리행사의 방법에 있어서 차이가 있다는 점에서 의미가 있다. 원래 양자의 구별은 양도방법이 다르다는 점에서 중요한 의미가 있었으나, 1984년에 대한민국 상법이 개정된 이후에는 양자의 양도방법이 동일하게 됨으로써(대한민국 상법 제336조) 양도방법에 있어서는 차이가 없게 되었다.[11]
- 신주와 구주 - 이미 발행되어 있는 주식을 구주라 하고, 회사가 증자나 합병 등등의 이유로 새로 주식을 발행하여 최초의 결산기가 지나지 않은 주식을 신주라 한다.
- 상환주식, 전환주식, 의결권 없는 주식
  - 전환주식(轉換株式, convertible share, convertible security): 전환주식이란 주주의 청구에 의하여 다른 종류의 주식으로의 전환이 인정되는 주식을 말한다. 예컨대 우선주를 보통주로, 또는 보통주를 우선주로 전환함과 같다.[12]
- 자기주식(自己株式): 회사가 자기의 계산으로 자기의 주식을 취득할 때, 이를 자기주식이라 한다.

## 공유
주식은 자본을 여러 명의 주주에게 분할하는 비율적 단위이므로, 주주총회의 특별결의 이외에는 더 이상 세분화할 수 없다. 그러나 한개의 주식을 여러 명이 공유하는 것이 가능하며, 이를 주식의 공유라 한다. 주식을 여러 명이 공동으로 인수한 자는 연대하여 납입의 책임을 지고, 권리 행사 시에는 공유자 중 1인을 정해야 한다. 주주의 권리를 행사할 자가 없는 때에는 공유자에 대한 통지나 최고(催告)는 그 1명에 대하여 하면 된다.(상법 제333조). 그러나 주식의 분할소유에 대해서는 상법상 규정이 없으며, 학설과 판례도 이를 인정하지 아니한다.

## 주식의 일생
주식의 일생과 관련하여 주식의 발행·병합·분할·소각이 있다. 주식가격이 주식의 일생에 영향을 미치기도 하는데 주식의 생명의 최하한선에 해당되는 주식시세는 100원으로 주식 1주당 가격이 이보다 낮을 경우 해당회사는 사실상 법정파산 상태이며 주식 역시 사실상  휴지 조각이다.

### 분할
주식의 분할은 회사의 자본(제451조)을 그대로 유지하면서 기존의 주식의 액면금액을 쪼개어 주식의 수를 증가시키는 것을 말한다. 주식분할은 회사의 재산이나 자본에 아무런 변화도 일어나지 않기 때문에 주주나 채권자의 이익과 별 상관이 없으므로 회사에 중요한 의사결정은 아니지만, 주식분할은 액면분할이고 이는 정관의 절대적 기재사항이기 때문에 주주총회 특별결의가 요구된다.

### 소각
주식의 소각(消却)이란 회사의 존속 중에 특정한 주식을 절대적으로 소멸시키는 회사의 행위이다. 주식의 소각에는 그 주식의 주주의 승낙을 요하는지 여부에 따라 임의소각(任意~)과 강제소각(強制~), 대가를 주는지 여부에 따라 유상소각(有償~)과 무상소각(無償~)으로 분류된다. 대한민국 상법은 법 제343조 제1항의 정관에 의한 소각방법과, 법 제343조의2의 주주총회 특별경의에 의한 소각을 규정하고 있다. 정관에 의한 소각은 강제소각에 대하여만 규정하고 있다는 견해와 강제소각뿐 아니라 임의소각도 가능하다는 견해로 나위어 있고, 주주총회 특별결의에 의한 소각은 임의소각만이 가능하다고 본다. 주식소각은 임의, 유상소각(매입소각)이 보통이다. 어떠한 방법에 의한 소각이라도 주주평등의 원칙에 따라서 하여야 한다. 강제소각의 경우는 추첨·안분비례, 임의소각의 경우는 청약선착순 등으로 평등의 기회를 주면 된다. 또 주식의 소각에 의한 감자에 의하여 주식수가 감소하더라도, 그 감소한 수의 주식에 대하여는 이미 주식의 발행권한을 행사하였기 때문에 수권주식총수 중의 미발행주식수가 그만큼 환원·증가하는 것은 아니다.
 자사주 매입 소각은 주식수를 줄여 투자가치를 높이는 효과가 있고 그만큼 주가 상승 요인이 발생한다.
이 외에도 해당회사가 법정파산하여 주식시세가 1주당 100원 미만일 경우에도 일반적으로 주식을 소각 처리한다.

### 병합
주식의 병합은 이미 발행된 수개의 주식을 합하여 그보다 적은 수의 주식으로 하는 회사의 행위를 가리킨다. 주식병합의 결과 1주의 실질적 지분이 증가한다. 주식병합의 효력이 발생하면 회사는 신주권을 발행하고, 주주는 병합된 만큼 감소된 수의 신주권을 교부받게 되는바, 이에 따라 교환된 주권은 병합 전의 주식을 여전히 표창하면서 그와 동일성을 유지한다.

## 주가
주가는 주식의 가격이다.

### 판례
- 회사의 합병 또는 영업양도 등에 반대하는 주주가 회사에 대하여 비상장 주식의 매수를 청구하는 경우, 그 주식에 관하여 객관적 교환가치가 적정하게 반영된 정상적인 거래의 실례가 있으면 그 거래가격을 시가로 보아 주식의 매수가액을 정하여야 하나, 그러한 거래사례가 없으면 비상장주식의 평가에 관하여 보편적으로 인정되는 시장가치방식, 순자산가치방식, 수익가치방식 등 여러 가지 평가방법을 활용하되, 비상장주식의 평가방법을 규정한 관련 법규들은 그 제정 목적에 따라 서로 상이한 기준을 적용하고 있으므로, 어느 한 가지 평가방법(예컨대, 증권거래법 시행령 제84조의7 제1항 제2호의 평가방법이나 상속세 및 증여세법 시행령 제54조의 평가방법)이 항상 적용되어야 한다고 단정할 수 없고, 당해 회사의 상황이나 업종의 특성 등을 종합적으로 고려하여 공정한 가액을 산정하여야 한다.[20]
- 상법 제335조 제3항은 "주권발행 전에 한 주식의 양도는 회사에 대하여 효력이 없다. 그러나 회사성립 후 또는 신주의 납입기일 후 6월이 경과한 때에는 그러하지 아니하다."라고 규정하고 있는바, 주권발행 전의 주식의 양도는 지명채권의 양도에 관한 일반원칙에 따라 당사자의 의사표시만으로 효력이 발생하는 것이고, 한편 주권발행 전에 한 주식의 양도가 회사성립 후 또는 신주의 납입기일 후 6월이 경과하기 전에 이루어졌다고 하더라도 그 이후 6월이 경과하고 그 때까지 회사가 주권을 발행하지 않았다면, 그 하자는 치유되어 회사에 대하여도 유효한 주식양도가 된다고 봄이 상당하다.[21]
- 주식의 강제소각의 경우와 달리, 회사가 특정 주식의 소각에 관하여 주주의 동의를 얻고 그 주식을 자기주식으로서 취득하여 소각하는 이른바 주식의 임의소각에 있어서는, 회사가 그 주식을 취득하고 상법 소정의 자본감소의 절차뿐만 아니라 상법 제342조가 정한 주식실효 절차까지 마친 때에 소각의 효력이 생긴다.[22]
- 주권은 유가증권으로서 재물에 해당되므로 횡령죄의 객체가 될 수 있으나, 자본의 구성단위 또는 주주권을 의미하는 주식은 재물이 아니므로 횡령죄의 객체가 될 수 없다[23]

## 같이 보기
- 투자
  - 가치 투자 - 장기
  - 모멘텀 투자(영어판) - 단기
  - 선물
  - 옵션
- HTS(Home Trading System)
- MTS(Mobile Trading System)
- WTS(Web Trading System)
- 기본적 분석
- 기술적 분석
- 프로그램 매매
- 차익거래
- 비차익거래
- 주가에 대한 이해
- 플래시 트레이딩(영어판)
- 하이프리퀀시 트레이딩(영어판)s
- 알고리즘 트레이딩
- 유령주식(영어판)
  - 2018년 삼성증권 유령주식 사태